# Arrondissement del dipartimento della Côte-d'Or
Gli arrondissement del dipartimento della Côte-d'Or, nella regione francese della Borgogna-Franca Contea, sono tre: Beaune (capoluogo Beaune), Digione (Digione) e Montbard (Montbard).

## Composizione

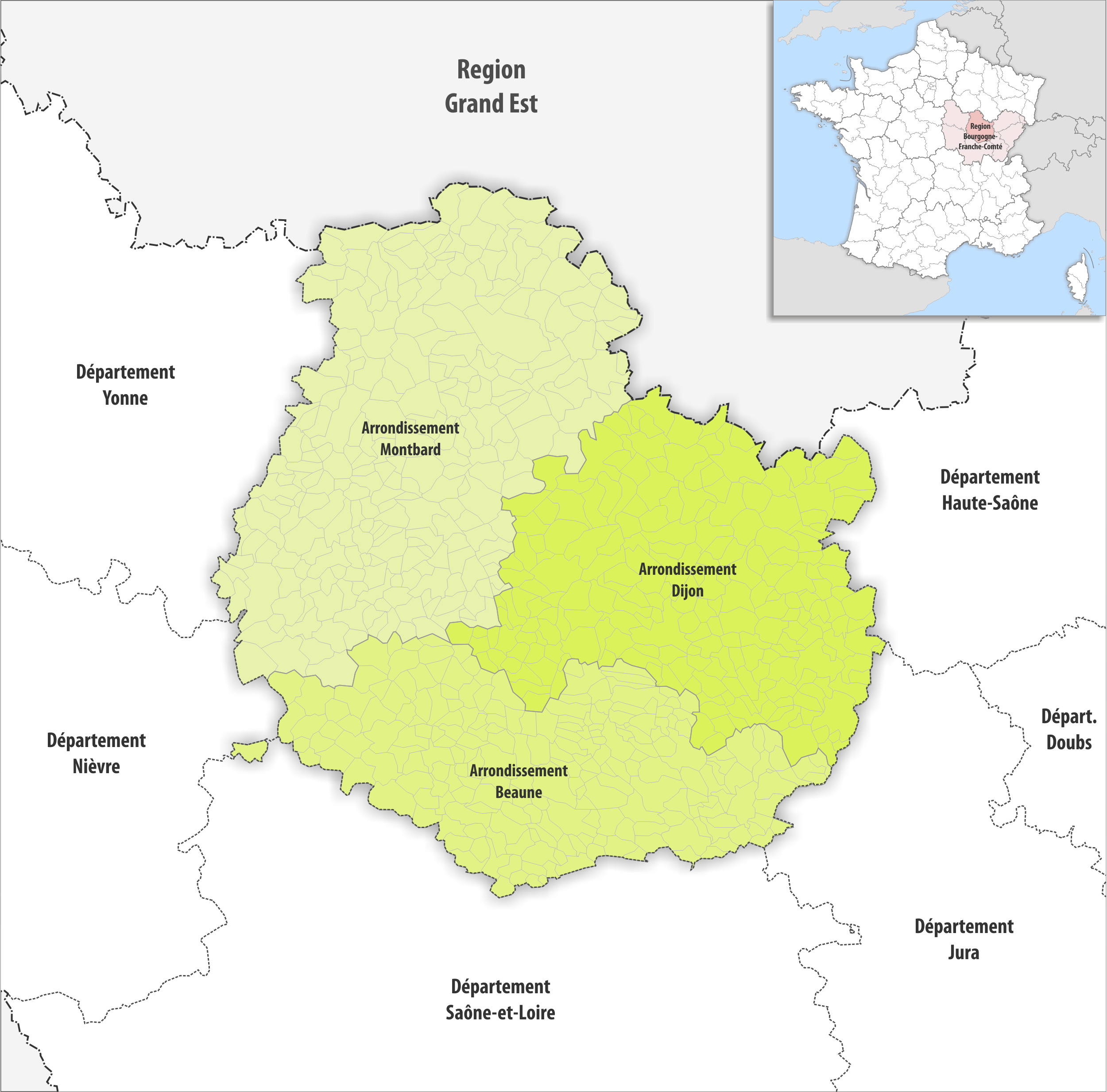
Mappa degli arrondissement del dipartimento della Côte-d'Or

| Nome                         | Codice INSEE | N° di comuni | Superficie km2 | Popolazione | Densità (abitanti/km2) |
| ---------------------------- | ------------ | ------------ | -------------- | ----------- | ---------------------- |
| Arrondissement di Beaune     | 211          | 222          | 2 359,1        | 110 015     | 47                     |
| Arrondissement di Dijon      | 212          | 224          | 2 808,2        | 364 220     | 130                    |
| Arrondissement di Montbard   | 213          | 252          | 3 595,9        | 58 985      | 16                     |
| Dipartimento della Côte-d'Or | 21           | 698          | 8 763,2        | 533 220     | 61                     |

## Storia
- 1790: istituzione del dipartimento della Côte-d'Or con sette distretti: Arnay-sur-Arroux, Beaune, Châtillon, Dijon, Is-sur-Tille, Saint-Jean-de-Losne, Semur
- 1800: istituzione degli arrondissement di: Beaune, Dijon, Châtillon-sur-Seine e Semur.
- 1926: soppressione dell'arrondissement di Châtillon-sur-Seine, la sottoprefettura di Semur-en-Auxois viene trasferita a Montbard.[5][6]